# اکراس آفریقایی

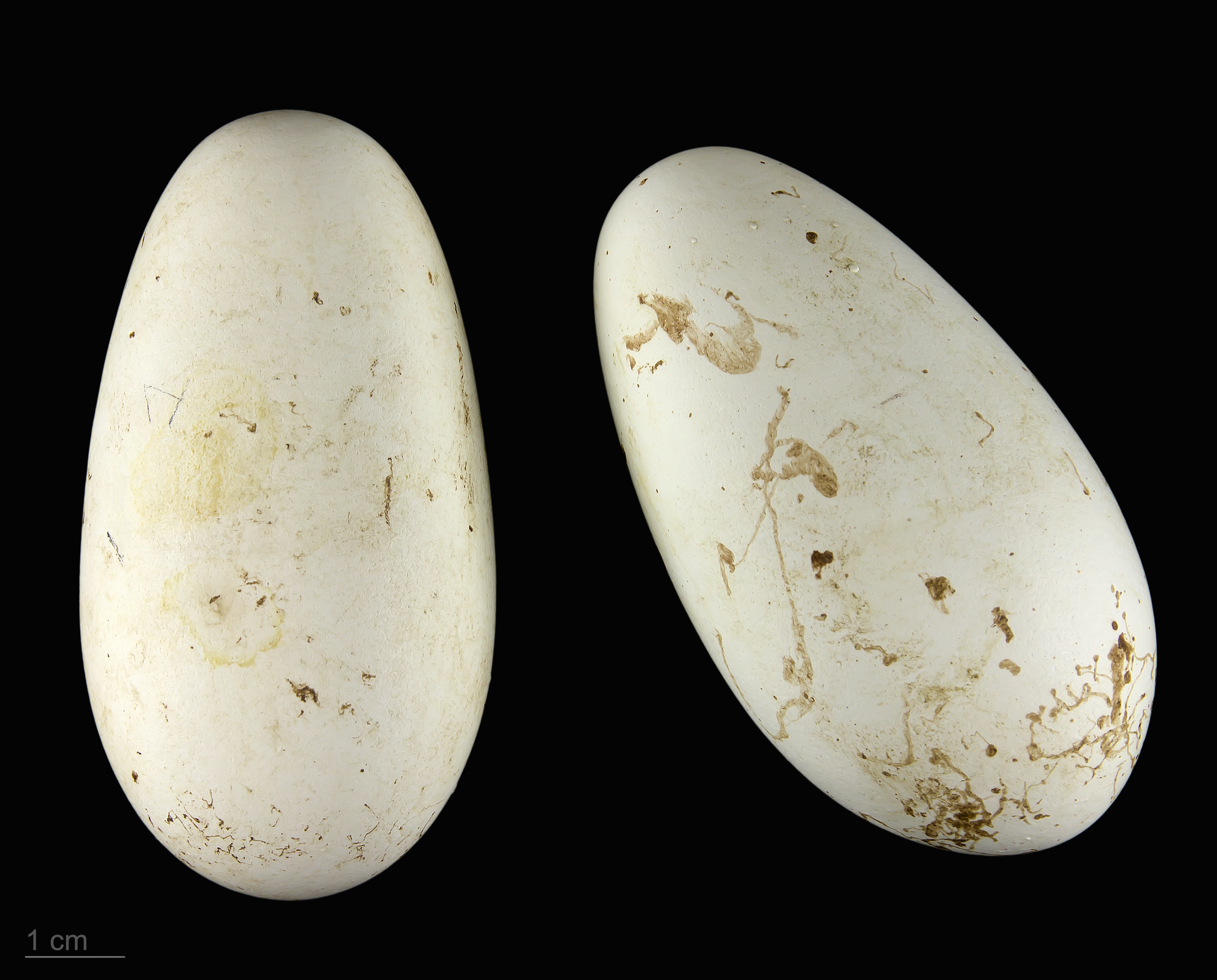
Threskiornis aethiopicus

اکراس آفریقایی یا اکراس مقدس آفریقایی (نام علمی: Threskiornis aethiopicus) نام یک گونه از سرده مرغ‌مقدسی است.

## نگارخانه

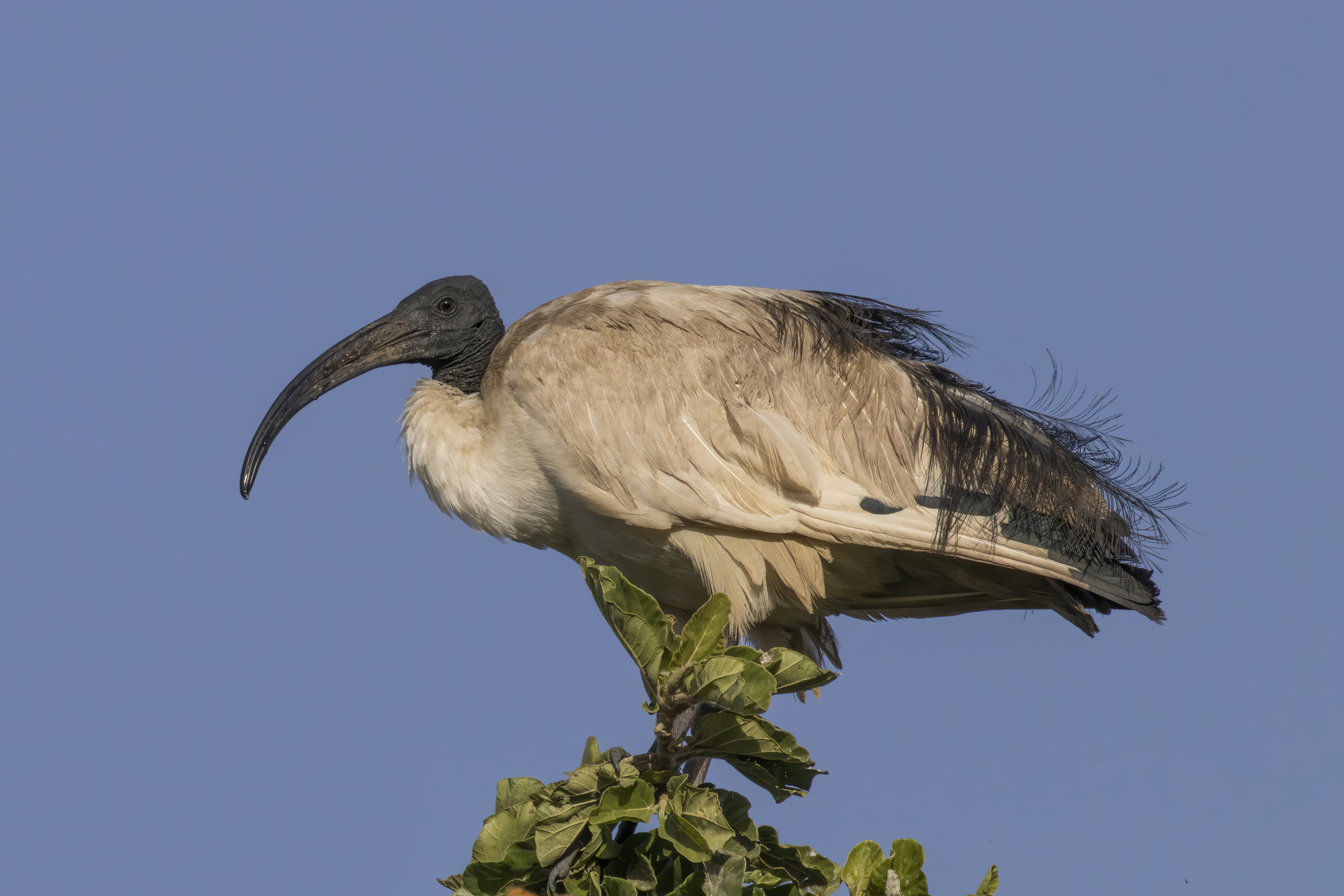
اکراس مقدس آفریقایی
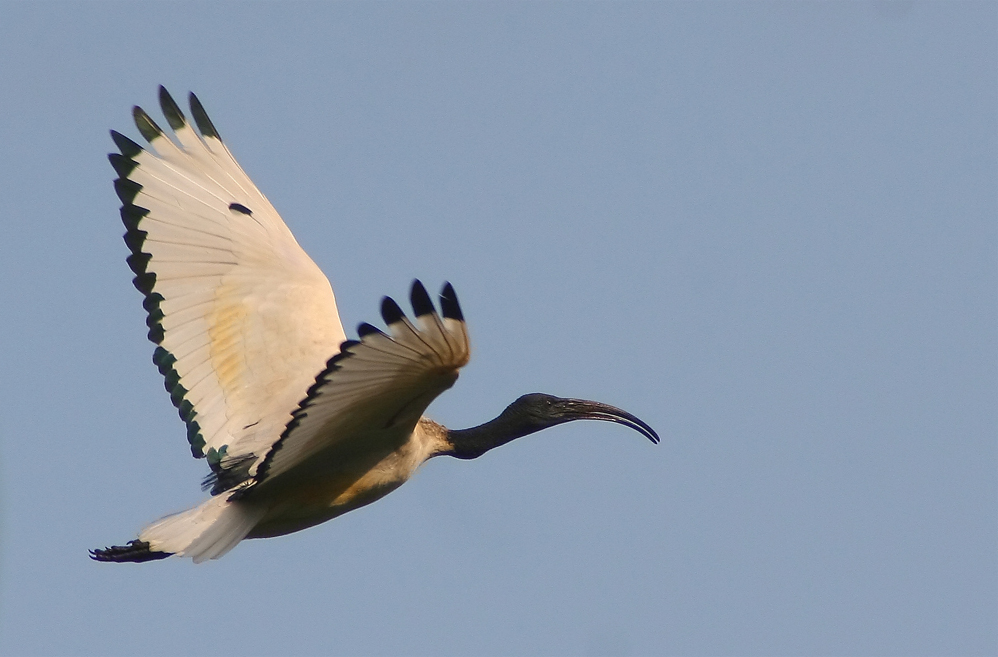
حین پرواز